# Película fotográfica

Capas de una película fotográfica en color. 1. Base de la película, 2. capa antihalo; 3. Capa subyacente antiabarquillado; 4. La capa sensible a la luz roja; 5. La capa sensible a la luz verde; 6. Filtro Amarillo; 7. Capa sensible a la luz azul; 8. Filtro UV; 9. La capa protectora; 10. La luz visible.

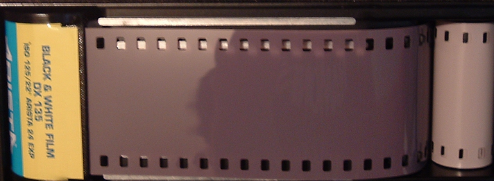
Película fotográfica.

La película fotográfica es un medio de grabación sensible a la luz usado por una cámara analógica. El término se deriva del significado original del vocablo «película» como una capa delgada sobre otro material. Se trata de una superficie transparente, en la mayoría de los casos flexible, recubierta de una delgada capa de emulsión fotográfica formada por gelatina, en la que se introduce una sustancia sensible a la luz, como el bromuro de plata.
Los cartuchos de película que se introducen en las cámaras se llaman rollos o carretes.

## Proceso
Originalmente, la capa fotosensible se confeccionaba de celuloide, pero en la actualidad se fabrica de acetato de celulosa u otros plásticos como el poliéster. Las más modernas son de haluros de plata, con un tamaño variable de partícula (granularidad) que afecta a la sensibilidad de la película y las características de la imagen final. Cuando esta emulsión es sometida a una exposición controlada de luz u otro tipo de rayos —generalmente a través de un conjunto de lentes (objetivo)—, la imagen queda impresa en la película de forma muy tenue, recibiendo el nombre de imagen latente. Para obtener una imagen inalterable en futuras exposiciones a la luz —la imagen fotográfica o instantánea fotográfica—, se le aplican a la película una serie de procesos químicos, en un proceso llamado revelado fotográfico, que amplifica la imagen existente y estabiliza la imagen. La película fotográfica es, a su vez, la base para el proceso fotográfico conocido como fotografía química, el proceso convencional para la creación de imágenes, antecesor a la fotografía digital.
La fotografía en blanco y negro usa una sola capa de emulsión con haluros de plata, mientras que las películas en color usan como mínimo tres capas.

## Tipos de películas y usos
Quizá una de las decisiones más críticas a la hora de hacer una fotografía sea la elección de la película. ¿Cómo saber cual, de entre todas las películas disponibles, es la que mejor se adaptará a nuestras necesidades? Para responder a esta pregunta debemos conocer las características de las distintas emulsiones fotosensibles disponibles en el mercado, y para qué fines han sido desarrolladas.
Una primera división de las películas fotográficas se hace en función del tipo de emulsión, y por tanto del tipo de imagen que se obtiene tras su revelado. Según este criterio las películas pueden ser:
- Negativo en blanco y negro (B/N) (que a su vez puede ser ortocromática o pancromática), se obtiene una imagen en tonos grises inversa de la original, esto es, las luces del motivo son grises oscuros o negros y las sombras del motivo son grises claros o blancos en el negativo. La película ortocromática es sensible a todo el espectro salvo el color rojo. La película pancromática es sensible a todos los colores del espectro visible.
- Negativo en color, se obtiene una imagen en los colores complementarios de los originales.
- Negativo Infrarrojo en blanco y negro, registra a las longitudes de onda entre 700 y 1200 nanómetros del espectro al utilizar un filtro IR delante del objetivo el cual evita el ingreso de la radiación ultravioleta y la radiación del espectro visible (en forma total o parcial). Son característicos tonos de blanco para los verdes, negros para los azules, y variaciones de gris para otros colores.
- Diapositiva en blanco y negro (casi en desuso), se obtiene en la película una imagen en tonos grises del mismo valor que en el motivo original, esto es, las luces corresponden a grises claros y blancos mientras que las sombras son grises oscuros y negros
- Diapositiva en color, se obtiene una imagen con los mismos colores que los del motivo original.
- Diapositiva infrarroja es una película sensible al verde, rojo y al infrarrojo. Por este motivo, las superficies que emiten radiación infrarroja se reproducen en rojo, mientras que el azul se reproduce como tal, si bien con mayor intensidad. Originalmente diseñada con fines militares tiene variadas aplicaciones en fotografía científica.
- Película lith o película de línea es una película negativa de muy alto contraste, pues solo reproduce blancos y negros. Tiene interés en la reproducción de documentos, serigrafía y en la elaboración de diapositivas con esquemas o gráficos, además de su aplicación en fotografía creativa.

Las películas en color (tanto negativas como diapositivas) presentan una característica adicional, ésta es, su equilibrado al blanco.
Lo que nosotros llamamos luz blanca no es más que el resultado de la adición de las diferentes longitudes de onda que forman el espectro visible. La luz del sol no produce el mismo blanco que la luz de una vela. Esta última, debido a su temperatura, tiene mayor cantidad de radiación en la banda del rojo por lo que el resultado es una luz más cálida. En realidad, es nuestro cerebro el que interpreta una luz determinada como blanca independientemente de que su origen sea el azul del cielo, un fluorescente o una lámpara de tungsteno. Pero de una forma objetiva cada una de estas fuentes tiene una temperatura de color diferente, que se expresa en kelvins (K).
La emulsión fotográfica no es capaz de interpretar los colores tal y como lo hace nuestro cerebro, por lo que en ella se impresionará la combinación de colores que exista en realidad producto de las longitudes de onda que refleje o emita cada cuerpo. Por ello, si la fuente de luz blanca es el cielo azul, la fotografía tenderá a quedar azulada, mientras que si la fuente de luz es una lámpara quedará anaranjada. Para evitar este efecto, las películas en color se equilibran a una temperatura de color específica, esto es, se calibran para un blanco determinado a partir del cual obtendremos toda la gama tonal.
Es evidente que producir películas para cada una de las diferentes fuentes de iluminación posibles no sería posible ni rentable, por lo que la industria fotográfica lo ha simplificado a los dos tipos de iluminación más frecuentes:
Películas de luz de día equilibradas a 5.600 K que es la temperatura media de la luz solar al mediodía.
Películas de luz de tungsteno, esto es, para iluminación con lámparas fotográficas, equilibradas a 3.200 K si es de tipo A y a 3.400 K si es de tipo B. En general este es el tipo de película que se empleaba cuando se realiza fotografía en interiores sin flash y la fuente de luz es una bombilla incandescente.
Para el resto de las situaciones fotográficas se pueden utilizar los siguientes filtros correctores del color, dependiendo de la película que se vaya a emplear:
Película luz día con iluminación de tungsteno	Filtro 80A
Película luz día con iluminación halógena	Filtro 80B
Película luz día con iluminación fluorescente	Filtro Magenta
Película luz de tungsteno B con luz día	Filtro 85B
Las emulsiones fotográficas también se pueden clasificar de acuerdo a un nuevo parámetro. Este es la sensibilidad. La sensibilidad de una película fotográfica es la cantidad de luz con la que su emulsión fotosensible reacciona. Algunas marcas fotográficas hablan de E.I., esto es Exposure Index o Índice de Exposición.
El índice de exposición o sensibilidad de una película se indica mediante una escala de sensibilidad fotográfica. Existen diferentes escalas: ASA, DIN, ISO o GOST(escala soviética actualmente en desuso).
El que una emulsión sea más o menos sensible depende del tamaño de los granos de haluros fotosensibles. De modo que cuando el tamaño de los granos es grande, mayor es el área que ocupa cada partícula, por lo que una menor cantidad de fotones que incida contra la emulsión será suficiente para producir la imagen latente, con lo el resultado será un tiempo de exposición más breve.
Las películas se clasifican en función de su sensibilidad de la siguiente manera:
de sensibilidad baja (o películas lentas): desde ISO 6 hasta ISO 64. Poseen un grano extremadamente fino y una escala tonal muy amplia. Permiten hacer grandes ampliaciones sin que el grano sea perceptible. Estas películas se emplean cuando se requiere un gran detalle en la imagen, con objetos estáticos y cuando hay buena iluminación o cuando son posibles largas exposiciones con trípode. Películas ultra lentas, habitualmente ISO 6 son aquellas empleadas para copiado por contacto.
De sensibilidad media: desde ISO 100 hasta ISO 200. Suelen considerase como sensibilidades todo-terreno, por lo que son las más usadas. Tienen una amplia escala tonal y permiten ampliaciones de hasta 30 cm x 40 cm con grano apenas perceptible.
de sensibilidad alta (o películas rápidas): desde ISO 400 hasta ISO 3200. Presentan un bajo contraste. El grano es grueso y evidente en las ampliaciones por lo que la imagen pierde definición. Se utilizan en fotografías de acción donde se requiera congelar el movimiento o en situaciones de escasa iluminación.

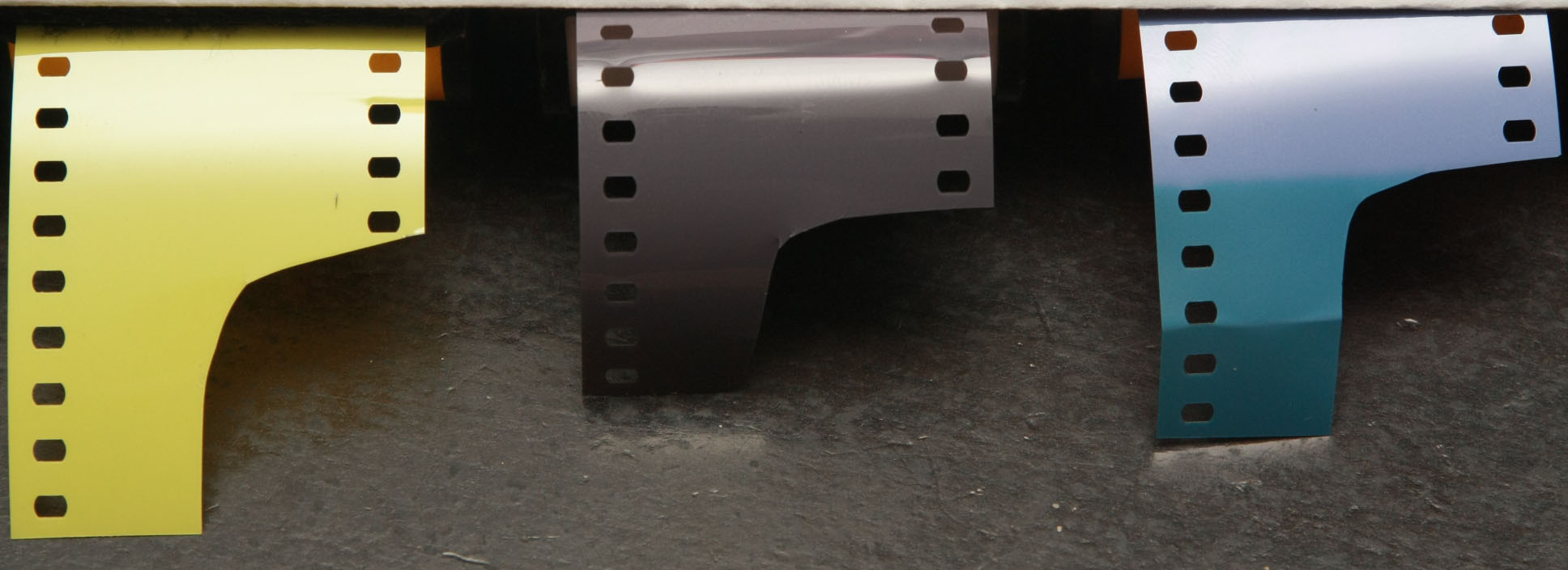
Películas de diferentes contrastes

Podemos afirmar como regla general que cuanta mayor sensibilidad tenga la película más bajo será su contraste, pero existen casos especiales donde la emulsión ha sido diseñada para propósitos específicos donde tanto la forma en la que producen densidades como el color de la base de celuloide afectan el contraste final de la copia ( en el caso de las películas de bajo contraste, pueden poseer soportes amarillos y alcanzar bajas densidades máximas, las de alto contraste soportes azules y alcanzar altas densidades máximas).
Otro concepto importante asociado a las películas es la latitud de exposición, o lo que es lo mismo, el margen de error en la exposición que permite una emulsión, dando resultados aceptables.
Las películas más sensibles tienen mayor latitud que las menos sensibles. En cuanto a las diferentes emulsiones las que presentan mayor latitud son las películas negativas de blanco y negro (hasta 2 diafragmas en algunos casos), seguidas por las negativas de color (1 diafragma como máximo), siendo las de menor latitud las diapositivas con apenas 1/2 e incluso 1/3 diafragma. El resultado es que, usando diapositiva el fotógrafo tiene un control muy exhaustivo de la saturación de color con los mandos de la cámara sin necesidad de entrar en el cuarto oscuro, pero cualquier error en el cálculo de la exposición echará a perder la toma. Por el contrario el uso de película negativa o de B/N permite una cierta flexibilidad en el cálculo de la exposición en la toma.
Al elegir una película es fundamental saber qué utilidad le vamos a dar a la imagen que obtengamos. En muchos casos, y ante una situación luminosa perfectamente controlada, este será el factor discriminatorio primordial a la hora de seleccionar una emulsión.
La película negativa o de B/N nos servirá, básicamente, para obtener un positivo en papel, útil para la ilustración de trabajos y publicaciones. La principal ventaja del negativo en B/N es su facilidad de procesado en un laboratorio casero, lo que se traduce en su inmediatez. Por otro lado, durante el positivado (y sin contar con un laboratorio profesional) se pueden realizar gran cantidad de manipulaciones, desde encuadres selectivos hasta eliminación de fondos, lo que permite obtener imágenes de enorme impacto visual.
De un negativo en color se pueden obtener copias en papel tanto en color como en B/N, también es posible obtener diapositivas, pero es un proceso costoso y no siempre de una calidad satisfactoria. Su revelado es relativamente sencillo, sin embargo, el positivado en un laboratorio casero es mucho menos cómodo, pues al hecho de tener que trabajar casi en completa oscuridad hay que añadir que las más mínimas variaciones en las temperaturas de los líquidos de revelado producen graves alteraciones del color, tanto en el negativo como en el positivo.
La diapositiva permite su proyección, por lo que es útil en conferencias y clases, permite obtener de ella copias en papel de alta calidad tanto en color como en B/N, se pueden hacer duplicados de ellas fácilmente, y es el material fotográfico que requieren las imprentas para realizar reproducciones en color de calidad. Su revelado no presenta especiales dificultades, siempre y cuando tengamos un control riguroso de la temperatura. Por último, se podría añadir que son fáciles de archivar y de transportar.

## Compañías que desarrollan películas fotográficas
- Agfa
- Adox
- Efke
- Foma
- Forte
- Ferrania
- Fujifilm
- Ilford Photo
- Kodak
- Konica
- Lomography
- Maco
- Orwo
- Perutz
- Polaroid
- Rollei
- Lucky
- Valca
- Svema
- Kentmere